# SODクリエイト
SODクリエイト株式会社（エスオーディークリエイト、英: SOD Create CO.,LTD.）は、日本の大手アダルトビデオメーカーである。ソフト・オン・デマンド（SOD）グループの企画・制作を担当している。
創業以来、多数のアダルトビデオを制作している。

## 概要
アダルトビデオ（AV）の制作・販売を行っていたソフト・オン・デマンドより、制作部が1999年に独立したことによって創立（設立当初の社名は「ハムレット｣。2005年6月1日に現商号にて営業）。独立当初の代表取締役は看板AV監督の菅原ちえ。設立時はSOD社長・高橋がなりの個人資産で出資設立したため、SODグループで流通・販売を担当するソフト・オン・デマンド株式会社と資本関係は無かったとされる。
当初は販売会社の社名「ソフト・オン・デマンド」で展開し、現在は独立したメーカーとして自社名を名乗り、ビデオ作品を発売している。なお、現在のソフト・オン・デマンドはメーカーからソフト流通業に業態変更している。
全裸シリーズ、マジックミラー号シリーズなどで急成長したソフト・オン・デマンドが、販売部門と制作部門をより特化させるために分社化。ソフト・オン・デマンドの躍進によってセルアダルトビデオ市場が爆発的に成長する中、独立したSODクリエイトは更に人気作を連発。従来のAVが良くも悪くもAV女優頼みだったのに対し、SODクリエイトは「企画のデマンド」を前面に打ち出し、手コキ、淫語、痴女等といった分野の開拓から、一気に業界最大手へと成長した。また新ジャンルの開拓だけではなく、従来マイナーだったスカトロ作品で1万本を超えるセールスを記録するなど、業界の常識を次々と打ち破った。
また「ソフト・オン・デマンド」という屋号の通り、ユーザー第一主義を掲げ、積極的にユーザーが好む作品をリリースしてきた。ユーザーからの返信ハガキを積極的に活用し、ユーザーの声をダイレクトに反映した作品作りを行い、その結果「SENZレーベル」など素人構成作家専用レーベルなども人気を博した（※2005年現在このハガキ制度は既に終了している）。
また企画だけでなく、女優に関しても当時のインディーズメーカーとしては破格の待遇で森下くるみを専属に迎えるなど、その都度業界で話題となっていった。森下くるみが去ったあとしばらくの間超大物とされる専属女優は登場しなかったが、2004年に関西でTVレポーターをしていた夏目ナナが専属デビューした。その後2005年には専属女優レーベル「colors（のちにSODstar→SODSTAR）」を発足させるなど、再び女優にも力を入れ始めた。
一時は業界の圧倒的地位を築いていたSODクリエイトも、MOODYZ、エスワン（いずれも北都→WILL傘下）などといった超大型インディーズメーカーが発足、躍進してくるにつれ、その勢いに徐々に陰りが見え始める。その流れは、2005年3月にソフト・オン・デマンド創業者である高橋がなりの引退の前後に、特に顕著になり、一部では「SODはもう終わった」などとささやかれるようにもなった。一時は遅れをとりかけたSODクリエイトだが、夏目ナナの爆発的ロングラン、新たな定番となったSOD女子社員シリーズの大ヒットなど、2005年年末現在再びその勢いを盛り返してきている。
とりわけ2005年10月に発売された「ソフト・オン・デマンド10周年メモリアルBOX」 は10枚組20時間収録で2,980円という超破格の価格で、業界の話題をさらった。しかし2007年には東京スポーツとソフト・オン・デマンドが共催する『AV OPEN〜あなたが決める!セルアダルトビデオ日本一決定戦〜』において、SODクリエイトが大規模な不正行為を働き優勝が取り消されるといった、業界の信用を失う行為も明るみに出ている。このため、翌2008年の北都主催の『AVグランプリ』には参加していない。この騒動はのちに高橋がなりが「菅原（当時SOD社長）にプレッシャーをかけすぎた」と謝罪。当時の高橋がなりの勇退宣言を受け、SODクリエイト代表からSOD社長に指名したのが高橋本人であり、当初菅原は経営的に旨味がないことからAV OPEN参加に消極的だったものの、一線を引いていたはずの高橋が「1番取るんだろうな」とけしかけたことから、菅原の判断でSODグループ全体でローテーションを組み、量販店で買い占め行為を行ったと真相を告白している。
2011年5月に人気AV女優とSOD人気シリーズがコラボする新レーベル「SOD ACE」を立ち上げた。アリスJAPANやアイデアポケットと、コラボが行われた。
2013年2月27日、公式サイトの閉鎖が発表され、3月31日をもってサイトのサービスはソフト・オン・デマンドHPに統合された。その後はオフィシャルブログなどのSNSを中心に情報を発信。2016年には高橋の指名によって野本義明こと野本ダイトリが社長に就任
ジーオーティー『月刊FANZA』2022年7月号では「女優力は他メーカーに引けを取らないラインナップを持ちながら、唯一無二の個性的な作品を世に出す企画力」と社風を論じられた。2022年8月には『地元で有名な超絶ヤリマンに何発も精子を搾り取られた夏の思い出』シリーズおよび『ショートタイム密会でも最低〇回は射精（だ）せる』が、「令和のテッパンシリーズ」として週刊プレイボーイで誌面特集された。
2022年11月、グラビアアイドルが主演する動画シリーズ「KISS EX」（キスイーエックス）を配信限定でリリースしていくことを発表。第1弾のラインアップとして夏本あさみ、古河由衣、小山夏希の3人が発表され、11月15日よりU-NEXTにて月一ペースで配信される。
2025年3月、専属女優レーベルの表記をSODstarからSODSTARに変更。ロゴも一新された。

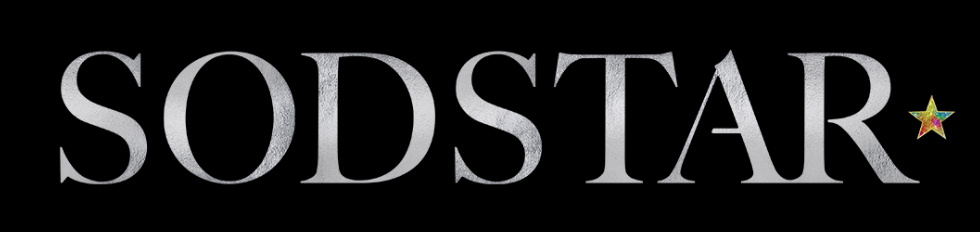
SODSTARロゴ（2025年）

突飛ともいえる企画作品で有名ではあるが、適正AV以降はドキュメント形式が困難になったことやマンネリ化しやすいことから、専属女優作品においてはドラマ作品に比重が置かれている（2022年1月発売の専属作品17本中11本がドラマ作品）。ただし時間と手間をかけて作った企画作品は他社がやらない分、売れる傾向にあるとプロデューサーのTは述べている。

## レーベル
企画AVスタートであるため社名を掲げる「SOD」ならびに「SOD create」が企画作品のブランドとなっている。
※販売以外を担当

### 男性向けアダルトビデオ
- SOD(2005.1 - )
- SENZ(2005.4 - ) 企画レーベル。初期はユーザー投稿を基にした企画を実現するレーベルであった。
- SODstar→SODSTAR(2007.5 - )[13] 専属女優レーベル
- 本物人妻（旦那に内緒でAV体験）(2013.7 - )[13]
- MM号(2014.6 - )
- SOD女子社員(2015.6 - )
- Ms.SOD（2019.12 - ）”イイ女の輩出”をテーマにする。
- エモい女の子。（2020.3 - ）初の配信先行レーベル[14]
- 麗-KIREI SOD-（2020.9 - ）30代から40代女性をモデルにする。
- エロマン（2021.1 - ）エロい素人出演作品レーベル。
- もぎたて（2021.9 - ）産地直送レーベル[15]。
- SOD素人（2024.9 - ）素人女性の出演レーベル
- めばえ#18（2025.1 - ）性の成長を見守るという趣旨のレーベル

### 女性向けアダルトビデオ
- カゲキっch（2020.10[16] - ）女性向けAVレーベル
- ムラッch（2020.10[16] - ）女性向けAVレーベル

### イメージビデオ
- KISS EX（2022.11 - ）KISSに特化したアイドルイメージビデオレーベル[9]。

### 停止
- Black Sod(2008.6 - 2009.8)
- SODcinderella(2009.11 - 2011.1)
- VALUE(2005.1 - 2011.6)
- MANIAC(2005.2 - 2012.4)
- 妄想科学(2012.9 - 11)
- NICE AGE(2012.10 - 2013.1)
- SOD ACE(2011.5 - 2013.3)
- イメージビデオ（型番ISCR-系）(2009.9 - 2016.5)
- 本職(2015.6 - 2017.5) 職業もの作品レーベル
- 青春時代(2015.12 - 2024.12[17])[13]※2025.1よりめばえ#18にリニューアル
- 青春時代ぷらす(2016.12 - 2017.5.) 学生や学校がテーマ。
- エントリー(2017.5 - 2019.3) 素人参加作品。
- キミホレ(2017.6 - 2021.12)[13]
- 女優のクセがスゴい！！（2020.10 - 2021.9）
- GIRL'S CH（2015.12-2023.11[16]）女性向けAV。

### 協力メーカー
※販売以外を担当
- アマチュアインディーズ(2014.11 - 2016.3)

## 現在の専属女優
※☆はAVデビュー、★はセルデビュー
| 女優    | 女優       | デビュー作 | 備考 |
| SODstar | SODstar    | SODstar | SODstar |
| ------- | ---------- | --- | --- |
| ☆       | 紗倉まな   | 紗倉まな AV Debut(2012-2-9) | ナチュラルハイ、SENZとコラボ 上原亜衣、阿部乃みく、春原未来、神波多一花、桐原あずさ、乙葉ななせ、川菜ひかる、萌芭、大槻ひびき、波多野結衣、初美沙希、南梨央奈、あおいれな、佳苗るか、斉藤みゆ、篠田ゆう、なごみ、古川いおり、白石茉莉奈、戸田真琴、市川まさみ、竹田ゆめ、小倉由菜、本庄鈴、唯井まひろ、七海ティナ、みながわ千遥、小泉ひなた、紺野ひかる、松本いちかと共演 AV OPEN2014サポートガール・JAE2015イメージガールを務める |
| ☆       | 小倉由菜   | AV Debut ボクらの彼女 小倉由菜(2017-12-7) | 紗倉まな、古川いおり、市川まさみ、戸田真琴、竹田ゆめ、本庄鈴、唯井まひろ、七海ティナ、みながわ千遥、小泉ひなたと共演 ナチュラルハイとコラボ |
| ☆       | 本庄鈴     | 本庄鈴 みなさまのおかげです。AV DEBUT 初回特別版(2018-4-26) | 「デビュー作の事前予約1万本でAV女優に」プロジェクトによりデビュー。 波多野結衣、大槻ひびき、北川エリカ、橘メアリー、南梨央奈、林思吟、紗倉まな、古川いおり、市川まさみ、戸田真琴、竹田ゆめ、小倉由菜、唯井まひろ、七海ティナ、みながわ千遥、小泉ひなたと共演 ナチュラルハイとコラボ |
| ☆       | 唯井まひろ | SOD Star 唯井まひろ 18歳 AV DEBUT(2018-6-7) | 紗倉まな、古川いおり、市川まさみ、戸田真琴、竹田ゆめ、小倉由菜、本庄鈴、七海ティナ、みながわ千遥、小泉ひなたと共演 |
| ☆       | 青空ひかり | 青空ひかり AV DEBUT(2019-10-10) | |
| ☆       | 夏目響     | 名前はまだない。 緊急発売 AV出演(2020-4-23) | デビュー作は女優名が無記名 |
| ☆       | 宮島めい   | 宮島めい AV DEBUTします。でも、次で引退です。(2020-7-9) | 保育士志望。「100日間だけのAV女優」ということで2作で引退する予定だったが、スケジュールが変更になり、継続することとなった。 |
| ☆       | MINAMO     | MINAMO 超大型新人 AV DEBUT(2021-6-10) | |
| ☆       | 神木麗     | マジックミラー号シンデレラオーディショングランプリ AV DEBUT しおり(仮) 22 歳（2022/04/07）                                                                      | マジックミラー号25周年シンデレラオーディション」グランプリ受賞 受賞からデビューまでは「しおり」名義 |
| ☆       | 恋渕ももな | 無限大のMカップ 超大型新人 恋渕ももな SODstar AV Debut（2022/04/21）                                                                                            | |
| ☆       | 小湊よつ葉 | 小湊よつ葉 AV DEBUT（2022/06/27、DVD08/04）※配信先行 | |
| ☆       | 星乃莉子   | 新人 星乃莉子 AV DEBUT いつもニコニコ性格最高の現役パティシエは騎乗位の腰使いがスゴかった!（2022/10/06）                                                        | |
| ☆       | 春野ゆこ   | フォロワー数18万の有名コスプレイヤー 春野ゆこ 初めてのAV参戦!（2023/05/30、DVD07/06）※配信先行                                                                  | 2024年10月発売作品を最後にリリース無し。 |
| ☆       | 渚恋生     | 芸能界引退後、即AVデビュー 渚恋生（2023/09/26、DVD10/26）※配信先行                                                                                              | |
| ☆       | 綾瀬天     | 天才的エロさ。クールに見えてよく笑うハニカミ笑顔の高身長女子。綾瀬天 AV DEBUT（2023/11/08、DVD12/07）※配信先行                                                  | |
| ☆       | 彩月七緒   | 超大物新人 彩月七緒 AV DEBUT 大学生からスターへ いま始まるシンデレラストーリー（2024/01/23、DVD2024/01/25）※配信先行                                            | |
| ☆       | 矢埜愛茉   | 芸能人 矢埜愛茉 AV DEBUT（2024/02/6、DVD2024/02/08）※配信先行                                                                                                   | |
|         | 柴崎はる   | SODstarに転身デビュー! 3本番SEX オール5P以上×17発大量中出し 柴崎はる（元SOD女子社員）（2024/05/09）                                                             | SOD女子社員レーベルから移籍。 |
| ☆       | 魅音       | 解禁! 世界を股にかけるお騒がせインフルエンサー 魅音 AV DEBUT（2024/06/18、DVD2024/06/20）                                                                       | |
| ☆       | 天音かんな | 現役工場女子18歳 天音かんな AV DEBUT（2025/02/05、DVD2025/03/06）                                                                                               | |
| ☆       | 一宮るい   | 学生時代は可愛過ぎて他校の生徒にも顔が知られた地元静岡のアイドル的存在 初めての撮影で生まれて初めてイッちゃった! 一宮るい AV DEBUT（2025/03/04、DVD2025/04/10） | |
| ☆       | 天神羽衣   | 今、福岡で1番エロくて可愛い女の子を鮮度100％で産地直送!糸島生まれの地元愛溢れる次世代スター! 天神羽衣 AV DEBUT（2025/04/15、DVD2025/05/22）                     | |
| ☆       | 新川空     | 沖縄の離島で育った家庭科の先生 新川空 あらかわそら AV DEBUT（2025/07/29、DVD2025/08/21）                                                                        | |

## 過去の出演女優
※☆はAVデビュー、★はセルデビュー、↔は移動情報、¿は動向不明。2017年以降は特記ある場合を除きSODstar専属女優を記載。

### SODstarシンデレラオーディション
2009年からSODクリエイトが主催したオーディションイベント。グランプリにはSOD CinderellaとしてAVデビューが約束される。2021年にマジックミラー号25周年企画として復活。
| 賞                                   | 受賞者・参加者       | デビュー作 | 備考 |
| 第1回                                | 第1回                | 第1回 | 第1回 |
| ------------------------------------ | -------------------- | --- | --- |
| グランプリ                           | 周防ゆきこ           | 第1回シンデレラオーディショングランプリ 周防ゆきこ AV Debut (2009-11-5) | 周防ゆきこ 超高級中出しソープ嬢(2010-4-6)をもって卒業 嵐を呼ぶスーパーガールへ移籍 周防ゆきこがSOD社内でユーザー様をご奉仕致します 180分スペシャル(2011-8-6)でSOD ACEに専属復帰 周防ゆきこ SOD卒業×「脱・優等生宣言」 淫語・手コキ責め・本格痴女初挑戦!(2012-7-19)でSOD ACEを卒業 BeFreeに移籍 |
| てぃんくる賞                         | まりか               | 現役グラビアアイドル まりか×AV Debut (2009-12-5) | まりか 濃厚なる性交(2010-5-13)をもってSOD Cinderellaを卒業 卒業後も度々作品を出していたが、現在はmarika haseとして国際的なポルノ女優として活躍中。 |
|                                      | くるみひな           | くるみひな ごっくん解禁×SOD Debut (2009-12-5) | AVデビューはエスワン及びマックス・エー くるみひな 卒業(2010-4-6)をもってSOD Cinderellaを卒業 マックス・エーに復帰 |
| 第2回                                |                      | | |
| グランプリ                           | 相内しおり           | 第2回シンデレラオーディショングランプリ 相内しおり AV Debut (2010-5-1) | 処女でAVデビュー 相内しおり 引退(2010-10-7)をもってAVを引退 |
| 準グランプリ                         | 七原えり             | 七原えり AV Debut (2010-5-27) | 七原えり 濃厚なる性交 AV引退(2010-7-22)をもってAVを引退 |
| 準グランプリ                         | 椎名みくる           | 椎名みくる Debut (2010-5-27) | 初中出し援交デート 椎名みくる(2010-7-22)以降、単体名義作品は停止しているが、出演は続いている |
| 第3回                                |                      | | |
| グランプリ                           | 海老原ひとみ         | 第3回シンデレラオーディショングランプリ 海老原ひとみ×AVDebut (2010-10-7) | 第3回シンデレラオーディショングランプリ 海老原ひとみ 初中出し、黒人、レズ解禁 引退SP(2011-1-8)をもってAVを引退 |
| グランプリ                           | 亜美                 | 第3回シンデレラオーディショングランプリ 亜美×AVDebut (2010-10-7) | 第3回シンデレラオーディショングランプリ 亜美×電撃引退(2010-11-4)をもって2作でAVを引退 |
| マジックミラー号25周年企画（2021年） |                      | | |
| グランプリ                           | しおり（現・神木麗） | マジックミラー号シンデレラオーディショングランプリ AV DEBUT しおり(仮) 22 歳（2022/04/07）                                                                                             | |
| 準グランプリ                         | 亜莉紗               | 「37歳子持ちでもAVに出られますか？」アラフォーとは思えぬ奇跡の美貌と美くびれボディ 亜莉紗さんAV初出演【マジックミラー号25周年記念 シンデレラオーディション準グランプリ】（2022/04/21） | |
| 準グランプリ                         | 吉川瞳美             | 着エロアイドル AV解禁 発育途中のAAAカップ ブラジル出身の20歳 吉川瞳美（2022/04/21） | |

### SOD国民的アイドルユニット
()内は総選挙の順位
- チームS：琥珀うた（3位）、穂積マヤ（5位）、七瀬あさ美（6位）
- チームO：友田彩也香（1位）、愛心（8位）、和希さやか（9位）
- チームD：大槻ひびき（2位）、朝倉ことみ（4位）、秋元美穂（7位）
- その他：成瀬心美、愛音まひろ、椿まひる、上村香澄、朝田ばなな、森しずか、桃依さら、高城みくり、橘美穂、愛音麻友、陽菜、椎名ひかる

## AV監督
社員監督
- Keita★No.1
- GORI
- 新保英之[43]
- 溜池ゴロー（社外取締役顧問）
- CHAIN宗[44]
- 土屋幸嗣
- 豊田和家
- 野本義明
- 林龍太朗
- 宮門良輔
- 木村真也
- 宮瀬博教[45]
- きっしー
- 夕刊
- 井上ジャパン
- イージー松本[46]
- チク兄
- 柏倉弘
- セカンド斎藤

SODクリエイトで実績のある主なAV監督（過去含む）
- 青木達也
- 赤井彗星
- 井口昇
- 鎗ヶ崎一
- 小松セブンティーン（元社員監督、旧名：小松(17)）
- 杉裏達郎[47]（元社員監督）
- タイガー小堺
- 高橋孝英
- TOHJIRO
- 豊田薫
- 二村ヒトシ
- 日比野正明
- 松本和彦
- 森川圭
- 矢澤レシーブ（元社員監督）

## スポンサー番組

### ラジオ
- とろサーモン・SODの桃色製作所（2009年 - 2010年、ラジオ大阪）
- とにかく明るい安村と紗倉まなのとにかく丸裸!（2015年 - 2016年、文化放送）
- とにかく明るい安村と飛鳥りんのとにかく丸裸！（2015年、文化放送）
- とにかく明るい安村のとにかく丸裸!（2016年、文化放送）
- 紗倉まな・ハリウッドザコシショウの朝まで丸裸!（2016年、文化放送）
- 紗倉まな・野本ダイトリのどうしたらいいでしょうか？（2016年、文化放送）
- 紗倉まなのマジックミラーナイト→紗倉まなとニューヨークのマジックミラーナイト（2017年 - 2023年、文化放送）
- ニューヨーク・小湊よつ葉のマジックミラーナイト（2023年4月2日 - 2023年12月31日、文化放送）
- ニューヨークと矢埜愛茉の夜遊びジャングル（2024年1月14日 - 、文化放送）
- SODの土曜のお昼からごめんなさい（2024年3月16日 - 、渋谷クロスFM）[48]

### テレビ
- SOD女子社員のお仕事ですよ（2011年8月3日 - 2016年6月1日、エンタ!959）MC:桜井彩、浅野えみ

### ウェブ配信
- SODクリエイトpresents 大人の企画会議inニコ生（ニコニコ生放送、2010年1月5日 - 2012年3月23日）

## 騒動
2024年3月、4月にSODクリエイトから発売予定であった月乃ルナ出演の『SNSで大炎上!? ファンにおっぱいを揉まれた金髪美人DJのセックス動画がヤバすぎて問題になっています。 月乃ルナ』が発売中止となった。SODは「諸般の事情により発売を中止することとなりました。」としている。
女性自身によれば、今作は韓国のアーティストDJ SODAが2023年に出演した音楽フェスにおいて性被害に遭った騒動をパロディにしているとみられており、X上においては、「倫理観がないと思います。あきらかにDJ SODAを連想させてます」「ひど過ぎる… 完全にコンプライアンス以前にモラルに反していると思う。DJ SODAさんの事件を茶化していると受け取られても仕方ない。SODは何を考えてこれをOKしたのか」等の批判もあった。出演した月乃はXにおいて「私自身も撮影中から 販売されるのをたのしみにしていたので残念です でも永久に販売されないわけではないとのことなので、いつか見てもらうことが出来たら嬉しいです」等とコメントした。